# Marco Faustino Gagliuffi
Marco Faustino Gagliuffi, né à Raguse le 15 février 1765 et mort à Novi le 14 février 1834, est un écrivain et improvisateur en latin dalmate.

## Biographie
Il étudie le droit, la philosophie et la littérature latine à Raguse puis se rend à Rome où il devient frère des écoles pies. Professeur de rhétorique à Urbino puis au collège Nazzareno de Rome, il se fait remarquer pour ses improvisations à l'Académie des Arcades.
Lors de la proclamation de la république de Raguse en 1798, il quitte la religion et devient tribun du peuple mais, à l'arrivée des Austro-russes,doit se réfugier à Gênes où il enseigne l'éloquence et le droit civil avant de s'installer à Paris. Il y improvise alors avec Francesco Gianni des textes sur les victoires du premier consul. Ses prouesses d'improvisateur lui valent la célébrité aussi bien en France, qu'en Allemagne et en Angleterre.
Une statue lui avait été érigée à Gênes.